# Calcutta Cup

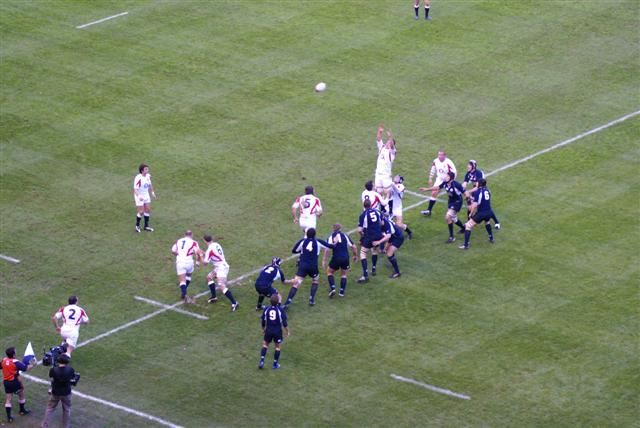
De wedstrijd om de Calcutta Cup in 2007.

De Calcutta Cup is de beker die wordt uitgereikt aan de winnaar van de jaarlijkse rugbywedstrijd tussen Engeland en Schotland tijdens het Zeslandentoernooi. De beker is genoemd naar de Calcutta Rugby Club, die hem in 1878 aanbood.
De eerste wedstrijd die werd gespeeld voor de Calcutta Cup was op 10 maart 1879. Deze wedstrijd tussen Schotland en Engeland werd gespeeld op Raeburn Place in Edinburgh. De wedstrijd eindigde in een 3-3 gelijkspel. Een jaar later, op 28 februari 1880 werd deze wedstrijd gespeeld op Whalley Range in Manchester. Deze wedstrijd werd met 9-3 gewonnen door Engeland, waardoor Engeland de eerste winnaar werd van de Calcutta Cup.
In 1884 werd de wedstrijd onderdeel van het toernooi van de Home Countries, dat zich later ontwikkelde tot het Zeslandentoernooi.
De Engelse en Schotse rugbybond (RFU en SRU) waren in overleg om een extra wedstrijd om de Calcutta Cup op de rugbykalender in te passen, maar na negatieve reacties uit de rugbywereld werd van dit plan afgezien.

## Winnaars
Sinds 1879 is er 132 keer gespeeld om de Calcutta Cup. Engeland heeft 72 keer gewonnen en Schotland 44 keer; 16 keer speelden de landen gelijk.
| Jaar | Datum                                       | Winnaar                                     | Uitslag                                     | Stadion                                     | Plaats                                      |
| ---- | ------------------------------------------- | ------------------------------------------- | ------------------------------------------- | ------------------------------------------- | ------------------------------------------- |
| 1879 | 10 maart                                    | Gelijkspel                                  | 3-3                                         | Raeburn Place                               | Edinburgh                                   |
| 1880 | 28 februari                                 | Engeland                                    | 9-3                                         | Whalley Range                               | Manchester                                  |
| 1881 | 19 maart                                    | Gelijkspel                                  | 4-4                                         | Raeburn Place                               | Edinburgh                                   |
| 1882 | 4 maart                                     | Schotland                                   | 0-2                                         | Whalley Range                               | Manchester                                  |
| 1883 | 3 maart                                     | Engeland                                    | 1-2                                         | Raeburn Place                               | Edinburgh                                   |
| 1884 | 1 maart                                     | Engeland                                    | 3-1                                         | Rectory Field                               | Blackheath                                  |
| 1885 | Niet gespeeld                               | Niet gespeeld                               | Niet gespeeld                               | Niet gespeeld                               | Niet gespeeld                               |
| 1886 | 13 maart                                    | Gelijkspel                                  | 0-0                                         | Raeburn Place                               | Edinburgh                                   |
| 1887 | 5 maart                                     | Gelijkspel                                  | 1-1                                         | Whalley Range                               | Manchester                                  |
| 1888 | Niet gespeeld                               | Niet gespeeld                               | Niet gespeeld                               | Niet gespeeld                               | Niet gespeeld                               |
| 1889 | Niet gespeeld                               | Niet gespeeld                               | Niet gespeeld                               | Niet gespeeld                               | Niet gespeeld                               |
| 1890 | 1 maart                                     | Engeland                                    | 0-6                                         | Raeburn Place                               | Edinburgh                                   |
| 1891 | 7 maart                                     | Schotland                                   | 3-9                                         | Athletic Ground                             | Richmond                                    |
| 1892 | 5 maart                                     | Engeland                                    | 0-5                                         | Raeburn Place                               | Edinburgh                                   |
| 1893 | 4 maart                                     | Schotland                                   | 0-8                                         | Headingley                                  | Leeds                                       |
| 1894 | 17 maart                                    | Schotland                                   | 6-0                                         | Raeburn Place                               | Edinburgh                                   |
| 1895 | 9 maart                                     | Schotland                                   | 3-6                                         | Athletic Ground                             | Richmond                                    |
| 1896 | 14 maart                                    | Schotland                                   | 11-0                                        | Old Hampden Park                            | Glasgow                                     |
| 1897 | 13 maart                                    | Engeland                                    | 12-3                                        | Fallowfield                                 | Manchester                                  |
| 1898 | 12 maart                                    | Gelijkspel                                  | 3-3                                         | Powderhall                                  | Edinburgh                                   |
| 1899 | 11 maart                                    | Schotland                                   | 0-5                                         | Rectory Field                               | Blackheath                                  |
| 1900 | 10 maart                                    | Gelijkspel                                  | 0-0                                         | Inverleith                                  | Edinburgh                                   |
| 1901 | 9 maart                                     | Schotland                                   | 3-18                                        | Rectory Field                               | Blackheath                                  |
| 1902 | 15 maart                                    | Engeland                                    | 3-6                                         | Inverleith                                  | Edinburgh                                   |
| 1903 | 21 maart                                    | Schotland                                   | 6-10                                        | Athletic Ground                             | Richmond                                    |
| 1904 | 19 maart                                    | Schotland                                   | 6-3                                         | Inverleith                                  | Edinburgh                                   |
| 1905 | 18 maart                                    | Schotland                                   | 0-8                                         | Athletic Ground                             | Richmond                                    |
| 1906 | 17 maart                                    | Engeland                                    | 3-9                                         | Inverleith                                  | Edinburgh                                   |
| 1907 | 16 maart                                    | Schotland                                   | 3-8                                         | Rectory Field                               | Blackheath                                  |
| 1908 | 21 maart                                    | Schotland                                   | 16-10                                       | Inverleith                                  | Edinburgh                                   |
| 1909 | 20 maart                                    | Schotland                                   | 8-18                                        | Athletic Ground                             | Richmond                                    |
| 1910 | 19 maart                                    | Engeland                                    | 5-14                                        | Inverleith                                  | Edinburgh                                   |
| 1911 | 18 maart                                    | Engeland                                    | 13-8                                        | Twickenham                                  | Londen                                      |
| 1912 | 16 maart                                    | Schotland                                   | 8-3                                         | Inverleith                                  | Edinburgh                                   |
| 1913 | 15 maart                                    | Engeland                                    | 3-0                                         | Twickenham                                  | Londen                                      |
| 1914 | 21 maart                                    | Engeland                                    | 15-16                                       | Inverleith                                  | Edinburgh                                   |
| 1915 | Niet gehouden wegens de Eerste Wereldoorlog | Niet gehouden wegens de Eerste Wereldoorlog | Niet gehouden wegens de Eerste Wereldoorlog | Niet gehouden wegens de Eerste Wereldoorlog | Niet gehouden wegens de Eerste Wereldoorlog |
| 1916 | Niet gehouden wegens de Eerste Wereldoorlog | Niet gehouden wegens de Eerste Wereldoorlog | Niet gehouden wegens de Eerste Wereldoorlog | Niet gehouden wegens de Eerste Wereldoorlog | Niet gehouden wegens de Eerste Wereldoorlog |
| 1917 | Niet gehouden wegens de Eerste Wereldoorlog | Niet gehouden wegens de Eerste Wereldoorlog | Niet gehouden wegens de Eerste Wereldoorlog | Niet gehouden wegens de Eerste Wereldoorlog | Niet gehouden wegens de Eerste Wereldoorlog |
| 1918 | Niet gehouden wegens de Eerste Wereldoorlog | Niet gehouden wegens de Eerste Wereldoorlog | Niet gehouden wegens de Eerste Wereldoorlog | Niet gehouden wegens de Eerste Wereldoorlog | Niet gehouden wegens de Eerste Wereldoorlog |
| 1919 | Niet gehouden wegens de Eerste Wereldoorlog | Niet gehouden wegens de Eerste Wereldoorlog | Niet gehouden wegens de Eerste Wereldoorlog | Niet gehouden wegens de Eerste Wereldoorlog | Niet gehouden wegens de Eerste Wereldoorlog |
| 1920 | 20 maart                                    | Engeland                                    | 13-4                                        | Twickenham                                  | Londen                                      |
| 1921 | 19 maart                                    | Engeland                                    | 0-18                                        | Inverleith                                  | Edinburgh                                   |
| 1922 | 18 maart                                    | Engeland                                    | 11-5                                        | Twickenham                                  | Londen                                      |
| 1923 | 17 maart                                    | Engeland                                    | 6-8                                         | Inverleith                                  | Edinburgh                                   |
| 1924 | 15 maart                                    | Engeland                                    | 19-0                                        | Twickenham                                  | Londen                                      |
| 1925 | 21 maart                                    | Schotland                                   | 14-11                                       | Murrayfield                                 | Edinburgh                                   |
| 1926 | 20 maart                                    | Schotland                                   | 9-17                                        | Twickenham                                  | Londen                                      |
| 1927 | 19 maart                                    | Schotland                                   | 21-13                                       | Murrayfield                                 | Edinburgh                                   |
| 1928 | 17 maart                                    | Engeland                                    | 6-0                                         | Twickenham                                  | Londen                                      |
| 1929 | 16 maart                                    | Schotland                                   | 12-6                                        | Murrayfield                                 | Edinburgh                                   |
| 1930 | 15 maart                                    | Gelijkspel                                  | 0-0                                         | Twickenham                                  | Londen                                      |
| 1931 | 21 maart                                    | Schotland                                   | 28-19                                       | Murrayfield                                 | Edinburgh                                   |
| 1932 | 19 maart                                    | Engeland                                    | 16-3                                        | Twickenham                                  | Londen                                      |
| 1933 | 18 maart                                    | Schotland                                   | 3-0                                         | Murrayfield                                 | Edinburgh                                   |
| 1934 | 17 maart                                    | Engeland                                    | 6-3                                         | Twickenham                                  | Londen                                      |
| 1935 | 16 maart                                    | Schotland                                   | 10-7                                        | Murrayfield                                 | Edinburgh                                   |
| 1936 | 21 maart                                    | Engeland                                    | 9-8                                         | Twickenham                                  | Londen                                      |
| 1937 | 20 maart                                    | Engeland                                    | 3-6                                         | Murrayfield                                 | Edinburgh                                   |
| 1938 | 19 maart                                    | Schotland                                   | 16-21                                       | Twickenham                                  | Londen                                      |
| 1939 | 18 maart                                    | Engeland                                    | 6-9                                         | Murrayfield                                 | Edinburgh                                   |
| 1940 | Niet gehouden wegens de Tweede Wereldoorlog | Niet gehouden wegens de Tweede Wereldoorlog | Niet gehouden wegens de Tweede Wereldoorlog | Niet gehouden wegens de Tweede Wereldoorlog | Niet gehouden wegens de Tweede Wereldoorlog |
| 1941 | Niet gehouden wegens de Tweede Wereldoorlog | Niet gehouden wegens de Tweede Wereldoorlog | Niet gehouden wegens de Tweede Wereldoorlog | Niet gehouden wegens de Tweede Wereldoorlog | Niet gehouden wegens de Tweede Wereldoorlog |
| 1942 | Niet gehouden wegens de Tweede Wereldoorlog | Niet gehouden wegens de Tweede Wereldoorlog | Niet gehouden wegens de Tweede Wereldoorlog | Niet gehouden wegens de Tweede Wereldoorlog | Niet gehouden wegens de Tweede Wereldoorlog |
| 1943 | Niet gehouden wegens de Tweede Wereldoorlog | Niet gehouden wegens de Tweede Wereldoorlog | Niet gehouden wegens de Tweede Wereldoorlog | Niet gehouden wegens de Tweede Wereldoorlog | Niet gehouden wegens de Tweede Wereldoorlog |
| 1944 | Niet gehouden wegens de Tweede Wereldoorlog | Niet gehouden wegens de Tweede Wereldoorlog | Niet gehouden wegens de Tweede Wereldoorlog | Niet gehouden wegens de Tweede Wereldoorlog | Niet gehouden wegens de Tweede Wereldoorlog |
| 1945 | Niet gehouden wegens de Tweede Wereldoorlog | Niet gehouden wegens de Tweede Wereldoorlog | Niet gehouden wegens de Tweede Wereldoorlog | Niet gehouden wegens de Tweede Wereldoorlog | Niet gehouden wegens de Tweede Wereldoorlog |
| 1946 | Niet gehouden wegens de Tweede Wereldoorlog | Niet gehouden wegens de Tweede Wereldoorlog | Niet gehouden wegens de Tweede Wereldoorlog | Niet gehouden wegens de Tweede Wereldoorlog | Niet gehouden wegens de Tweede Wereldoorlog |
| 1947 | 15 maart                                    | Engeland                                    | 24-5                                        | Twickenham                                  | Londen                                      |
| 1948 | 20 maart                                    | Schotland                                   | 6-3                                         | Murrayfield                                 | Edinburgh                                   |
| 1949 | 19 maart                                    | Engeland                                    | 19-3                                        | Twickenham                                  | Londen                                      |
| 1950 | 18 maart                                    | Schotland                                   | 13-11                                       | Murrayfield                                 | Edinburgh                                   |
| 1951 | 17 maart                                    | Engeland                                    | 5-3                                         | Twickenham                                  | Londen                                      |
| 1952 | 15 maart                                    | Engeland                                    | 3-19                                        | Murrayfield                                 | Edinburgh                                   |
| 1953 | 21 maart                                    | Engeland                                    | 26-8                                        | Twickenham                                  | Londen                                      |
| 1954 | 20 maart                                    | Engeland                                    | 3-13                                        | Murrayfield                                 | Edinburgh                                   |
| 1955 | 19 maart                                    | Engeland                                    | 9-6                                         | Twickenham                                  | Londen                                      |
| 1956 | 17 maart                                    | Engeland                                    | 6-11                                        | Murrayfield                                 | Edinburgh                                   |
| 1957 | 16 maart                                    | Engeland                                    | 16-3                                        | Twickenham                                  | Londen                                      |
| 1958 | 15 maart                                    | Gelijkspel                                  | 3-3                                         | Murrayfield                                 | Edinburgh                                   |
| 1959 | 21 maart                                    | Gelijkspel                                  | 3-3                                         | Twickenham                                  | Londen                                      |
| 1960 | 19 maart                                    | Engeland                                    | 12-21                                       | Murrayfield                                 | Edinburgh                                   |
| 1961 | 18 maart                                    | Engeland                                    | 6-0                                         | Twickenham                                  | Londen                                      |
| 1962 | 17 maart                                    | Gelijkspel                                  | 3-3                                         | Murrayfield                                 | Edinburgh                                   |
| 1963 | 16 maart                                    | Engeland                                    | 10-8                                        | Twickenham                                  | Londen                                      |
| 1964 | 21 maart                                    | Schotland                                   | 15-6                                        | Murrayfield                                 | Edinburgh                                   |
| 1965 | 20 maart                                    | Gelijkspel                                  | 3-3                                         | Twickenham                                  | Londen                                      |
| 1966 | 19 maart                                    | Schotland                                   | 6-3                                         | Murrayfield                                 | Edinburgh                                   |
| 1967 | 18 maart                                    | Engeland                                    | 27-14                                       | Twickenham                                  | Londen                                      |
| 1968 | 16 maart                                    | Engeland                                    | 6-8                                         | Murrayfield                                 | Edinburgh                                   |
| 1969 | 15 maart                                    | Engeland                                    | 8-3                                         | Twickenham                                  | Londen                                      |
| 1970 | 21 maart                                    | Schotland                                   | 14-5                                        | Murrayfield                                 | Edinburgh                                   |
| 1971 | 20 maart                                    | Schotland                                   | 15-16                                       | Twickenham                                  | Londen                                      |
| 1972 | 18 maart                                    | Schotland                                   | 23-9                                        | Murrayfield                                 | Edinburgh                                   |
| 1973 | 17 maart                                    | Engeland                                    | 20-13                                       | Twickenham                                  | Londen                                      |
| 1974 | 2 februari                                  | Schotland                                   | 16-14                                       | Murrayfield                                 | Edinburgh                                   |
| 1975 | 15 maart                                    | Engeland                                    | 7-6                                         | Twickenham                                  | Londen                                      |
| 1976 | 21 februari                                 | Schotland                                   | 22-12                                       | Murrayfield                                 | Edinburgh                                   |
| 1977 | 15 januari                                  | Engeland                                    | 26-6                                        | Twickenham                                  | Londen                                      |
| 1978 | 4 maart                                     | Engeland                                    | 0-15                                        | Murrayfield                                 | Edinburgh                                   |
| 1979 | 3 februari                                  | Gelijkspel                                  | 7-7                                         | Twickenham                                  | Londen                                      |
| 1980 | 15 maart                                    | Engeland                                    | 18-30                                       | Murrayfield                                 | Edinburgh                                   |
| 1981 | 21 februari                                 | Engeland                                    | 23-17                                       | Twickenham                                  | Londen                                      |
| 1982 | 16 januari                                  | Gelijkspel                                  | 9-9                                         | Murrayfield                                 | Edinburgh                                   |
| 1983 | 5 maart                                     | Schotland                                   | 12-22                                       | Twickenham                                  | Londen                                      |
| 1984 | 4 februari                                  | Schotland                                   | 18-6                                        | Murrayfield                                 | Edinburgh                                   |
| 1985 | 16 maart                                    | Engeland                                    | 10-7                                        | Twickenham                                  | Londen                                      |
| 1986 | 15 februari                                 | Schotland                                   | 33-6                                        | Murrayfield                                 | Edinburgh                                   |
| 1987 | 4 april                                     | Engeland                                    | 21-12                                       | Twickenham                                  | Londen                                      |
| 1988 | 5 maart                                     | Engeland                                    | 6-9                                         | Murrayfield                                 | Edinburgh                                   |
| 1989 | 4 februari                                  | Gelijkspel                                  | 12-12                                       | Twickenham                                  | Londen                                      |
| 1990 | 17 maart                                    | Schotland                                   | 13-7                                        | Murrayfield                                 | Edinburgh                                   |
| 1991 | 16 februari                                 | Engeland                                    | 21-12                                       | Twickenham                                  | Londen                                      |
| 1992 | 18 januari                                  | Engeland                                    | 7-25                                        | Murrayfield                                 | Edinburgh                                   |
| 1993 | 6 maart                                     | Engeland                                    | 26-12                                       | Twickenham                                  | Londen                                      |
| 1994 | 5 februari                                  | Engeland                                    | 14-15                                       | Murrayfield                                 | Edinburgh                                   |
| 1995 | 18 maart                                    | Engeland                                    | 24-12                                       | Twickenham                                  | Londen                                      |
| 1996 | 2 maart                                     | Engeland                                    | 9-18                                        | Murrayfield                                 | Edinburgh                                   |
| 1997 | 1 februari                                  | Engeland                                    | 41-13                                       | Twickenham                                  | Londen                                      |
| 1998 | 22 maart                                    | Engeland                                    | 20-34                                       | Murrayfield                                 | Edinburgh                                   |
| 1999 | 20 februari                                 | Engeland                                    | 24-21                                       | Twickenham                                  | Londen                                      |
| 2000 | 2 april                                     | Schotland                                   | 19-13                                       | Murrayfield                                 | Edinburgh                                   |
| 2001 | 3 maart                                     | Engeland                                    | 43-3                                        | Twickenham                                  | Londen                                      |
| 2002 | 2 februari                                  | Engeland                                    | 3-29                                        | Murrayfield                                 | Edinburgh                                   |
| 2003 | 22 maart                                    | Engeland                                    | 40-9                                        | Twickenham                                  | Londen                                      |
| 2004 | 21 februari                                 | Engeland                                    | 13-35                                       | Murrayfield                                 | Edinburgh                                   |
| 2005 | 19 maart                                    | Engeland                                    | 43-22                                       | Twickenham                                  | Londen                                      |
| 2006 | 25 februari                                 | Schotland                                   | 18-12                                       | Murrayfield                                 | Edinburgh                                   |
| 2007 | 3 februari                                  | Engeland                                    | 42-20                                       | Twickenham                                  | Londen                                      |
| 2008 | 8 maart                                     | Schotland                                   | 15-9                                        | Murrayfield                                 | Edinburgh                                   |
| 2009 | 21 maart                                    | Engeland                                    | 26-12                                       | Twickenham                                  | Londen                                      |
| 2010 | 13 maart                                    | Gelijkspel                                  | 15-15                                       | Murrayfield                                 | Edinburgh                                   |
| 2011 | 13 maart                                    | Engeland                                    | 22-17                                       | Twickenham                                  | Londen                                      |
| 2012 | 4 februari                                  | Engeland                                    | 6-13                                        | Murrayfield                                 | Edinburgh                                   |
| 2013 | 2 februari                                  | Engeland                                    | 38-18                                       | Twickenham                                  | Londen                                      |
| 2014 | 8 februari                                  | Engeland                                    | 0-20                                        | Murrayfield                                 | Edinburgh                                   |
| 2015 | 14 maart                                    | Engeland                                    | 25-13                                       | Twickenham                                  | Londen                                      |
| 2016 | 6 februari                                  | Engeland                                    | 9-15                                        | Murrayfield                                 | Edinburgh                                   |
| 2017 | 11 maart                                    | Engeland                                    | 61-21                                       | Twickenham                                  | Londen                                      |
| 2018 | 24 februari                                 | Schotland                                   | 25-13                                       | Murrayfield                                 | Edinburgh                                   |
| 2019 | 16 maart                                    | Gelijkspel                                  | 38-38                                       | Twickenham                                  | Londen                                      |
| 2020 | 8 februari                                  | Engeland                                    | 6-13                                        | Murrayfield                                 | Edinburgh                                   |
| 2021 | 6 februari                                  | Schotland                                   | 6-11                                        | Twickenham                                  | Londen                                      |
| 2022 | 5 februari                                  | Schotland                                   | 20-17                                       | Murrayfield                                 | Edinburgh                                   |
| 2023 | 4 februari                                  | Schotland                                   | 23-29                                       | Twickenham                                  | Londen                                      |
| 2024 | 24 februari                                 | Schotland                                   | 30-21                                       | Murrayfield                                 | Edinburgh                                   |
| 2025 | 22 februari                                 | Engeland                                    | 16-15                                       | Twickenham                                  | Londen                                      |